# Juan Pardo de Tavera

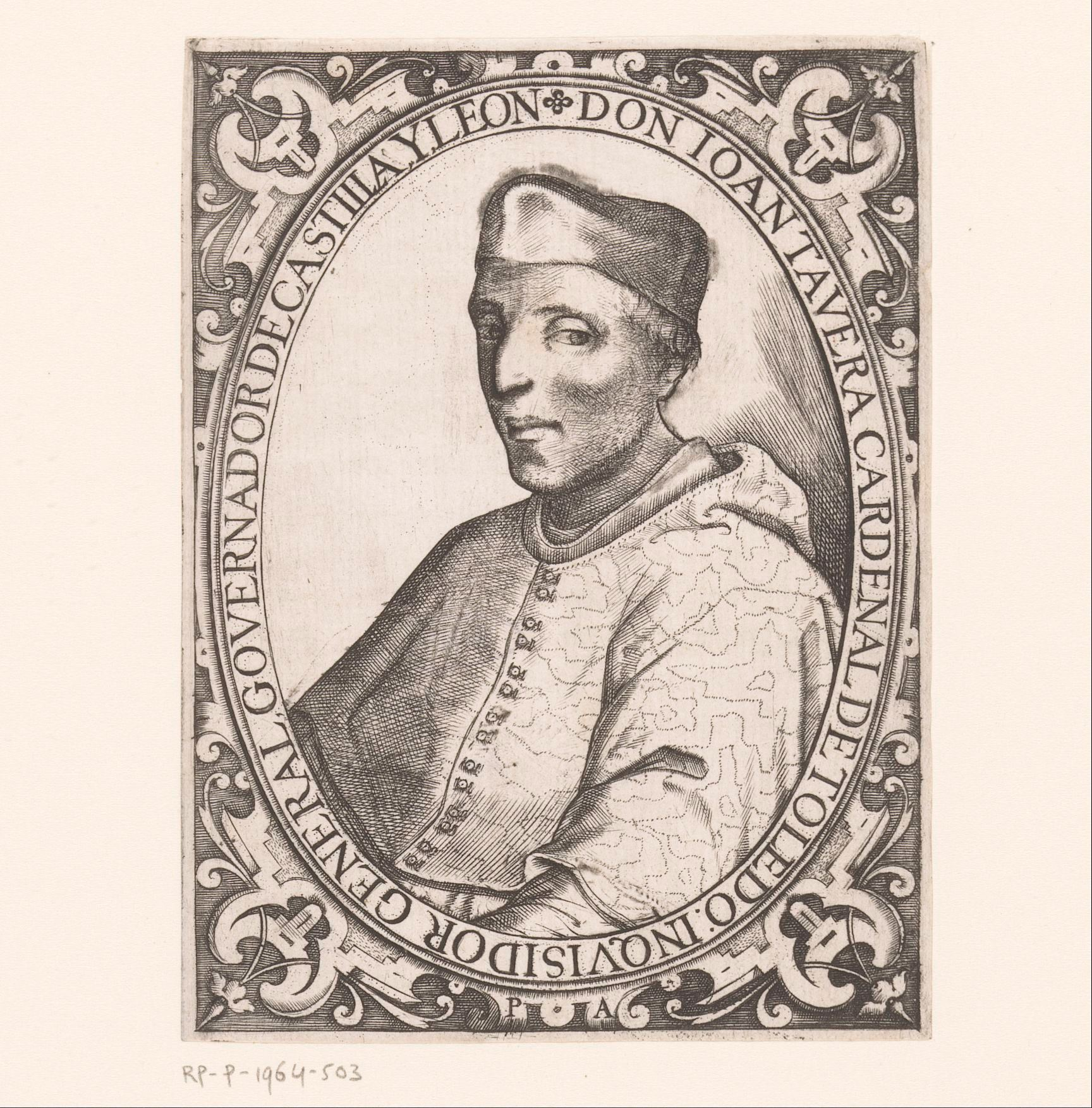
Juan Kardinal Pardo de Tavera (Portrait, 16. Jh.)

Juan Pardo de Tavera (* 16. Mai 1472 in Toro; Zamora; † 1. August 1545 in Valladolid) wurde im Jahre 1531 zum Kardinal der Römischen Kirche ernannt; seit dem Jahr 1534 war er Erzbischof von Toledo und Primas von Spanien. Sein Name wird auch als Juan de Tavera, Juan Tavera Pardo und Juan de Tavera de Pardo angegeben, der Vorname als Alfonso und der Nachname als Tavira oder Tavora. In den letzten Jahren seines Lebens (ab 1539) bekleidete er das Amt des Großinquisitors von Spanien.

## Biographie

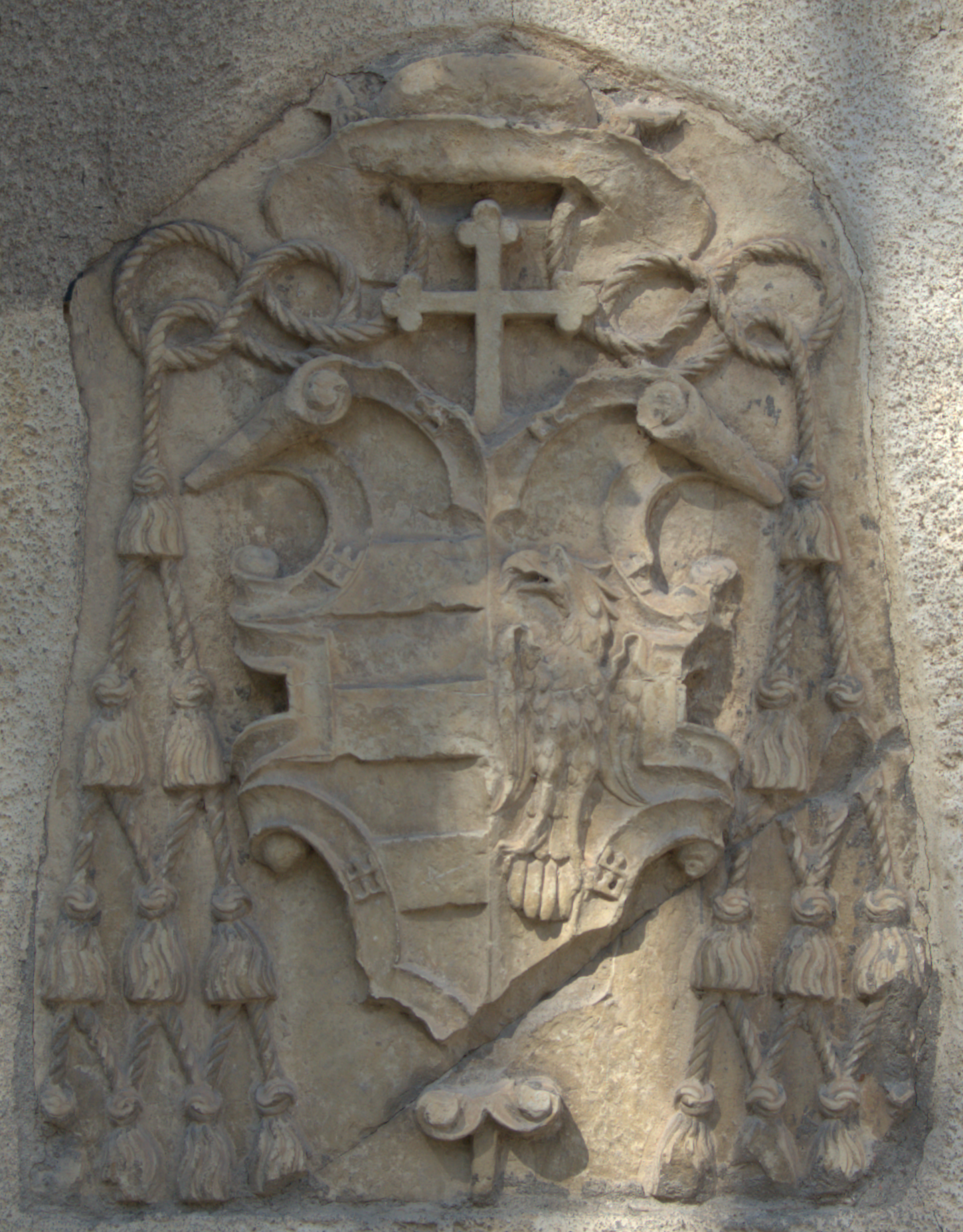
Kardinalswappen

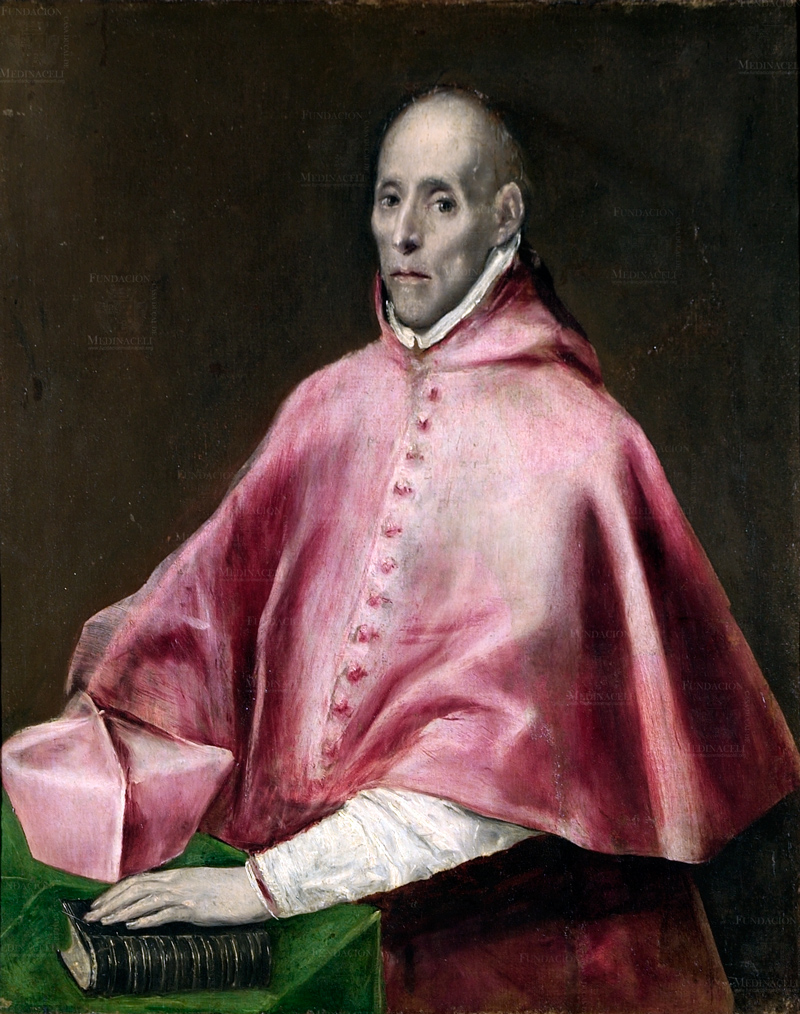
Kardinal Juan Pardo de Tavera – posthumes Porträt nach seiner Totenmaske von El Greco (um 1610)

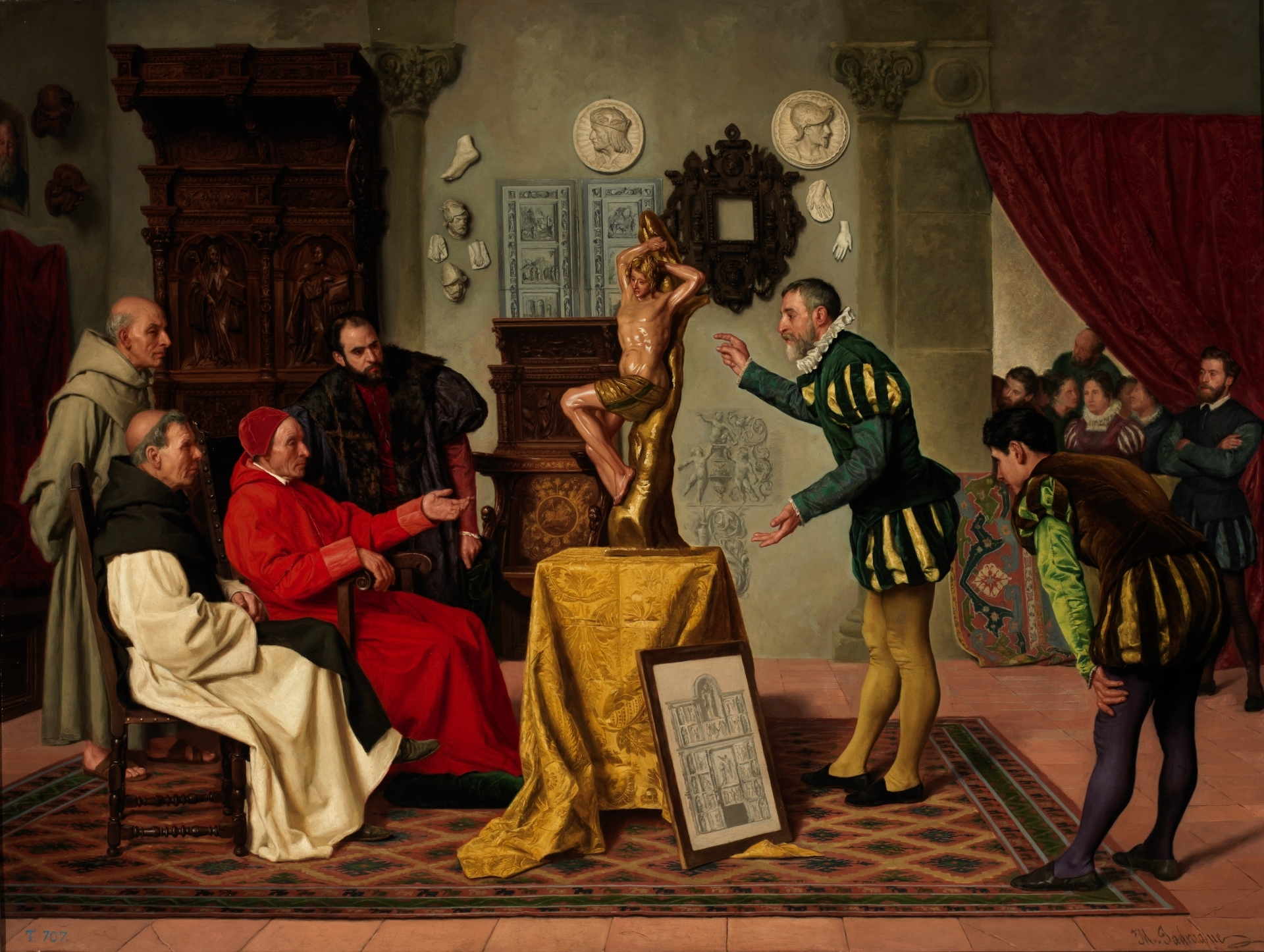
Begegnung von Kardinal Tavera mit dem Künstler Alonso Berruguete (Ölgemälde von Miguel Jadraque y Sánchez, etwa 1884, Museo del Prado)

Juan Pardo de Tavera war der Sohn des Ares Pardo und der Guiomar Tavera. Sein Onkel mütterlicherseits war Diego de Deza OP, Erzbischof von Sevilla, der zum Mentor seiner kirchlichen Laufbahn wurde. Er absolvierte ein Studium (Latein, Rhetorik und Kirchenrecht) an der Universität von Salamanca; im Jahre 1505 wurde er deren Rektor. Im selben Jahr erhielt er einen Sitz im Kapitel der Kathedrale von Sevilla. Im Juli 1514 wurde er zum Bischof von Ciudad Rodrigo gewählt; die Weihen empfing er noch im selben Jahr.
Der Kardinal Adrian von Utrecht beauftragte ihn mit den Vorbereitungen der Eheschließung zwischen Karl V. und Isabella von Portugal sowie der Eheschließung von Johannes III. von Portugal mit Katharina von Kastilien. Im Dezember des Jahres 1523 wurde er zum Bischof von Osma ernannt; bereits ein halbes Jahr später zum Bischof von Santiago de Compostela. 1524 wurde er Präsident des Kronrats und leitete mehrere Tagungen der Generalstände bis zum Jahr 1538. In der Zwischenzeit erhob Papst Clemens VII. ihn zum Kardinal und zum Erzbischof von Toledo. In den Jahren 1539 bis 1541 übertrug Karl V. ihm während seiner Abwesenheit die Regentschaft über Spanien. Nach seinem Tod im Jahre 1545 soll Karl V. bemerkt haben, dass ihm ein alter Mann gestorben sei, der ihm sein Königreich mit einem Krückstock regiert habe.

## Grabmal
Juan Pardo de Tavera wurde zunächst in Valladolid, später dann in der Kirche des von ihm selbst gestifteten – aber zum Zeitpunkt seines Todes noch unvollendeten – Hospital de Tavera in Toledo beigesetzt. Alonso Berruguete schuf ihm in den Jahren 1551–1561 ein kostbares Marmorgrabmal, wo er als Liegefigur (gisant) dargestellt ist – umgeben von den vier Kardinaltugenden Weisheit/Klugheit (sapientia/prudentia), Gerechtigkeit (iustitia), Tapferkeit (fortitudo) und Mäßigung (temperantia). Auch das posthume, um 1610 von El Greco nach seiner Totenmaske gestaltete Porträt ist dort zu sehen.